# Dihydrolipoamide S-succinyltransférase
La dihydrolipoamide S-succinyltransférase est une acyltransférase qui fait partie du complexe α-cétoglutarate déshydrogénase, dont elle est l'enzyme E2, complexe qui réalise la conversion de l'α-cétoglutarate en succinyl-CoA et CO2 :
|                 | + CoA-SH + NAD+ → NADH + H+ + CO2 + |              |
| α-Cétoglutarate |                                     | Succinyl-CoA |

Plus précisément, l'enzyme E2 catalyse le transfert du groupe succinyle sur la coenzyme A depuis le lipoamide sur lequel il a été fixé à l'étape précédente, catalysée par l'α-Cétoglutarate déshydrogénase.
Le mécanisme de cette réaction, qui fait intervenir successivement les enzymes E1, E2 et E3, chacune avec ses cofacteurs, est assez complexe, et peut être résumé par le schéma simplifié ci-dessous :

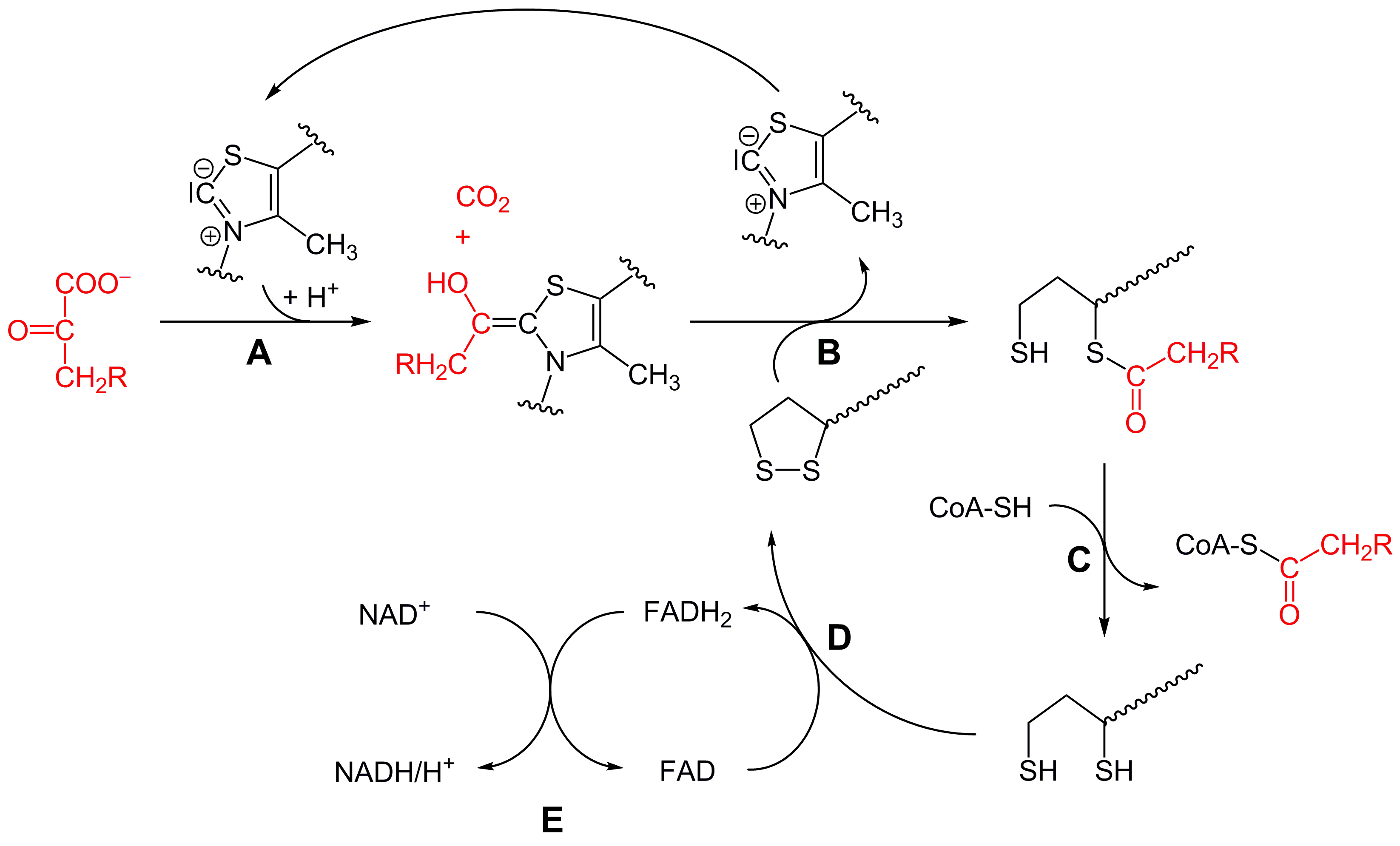
Mécanisme réactionnel du complexe α-cétoglutarate déshydrogénase (R = sur ce schéma) :
- l'α-cétoglutarate déshydrogénase (E1) catalyse les étapes A et B avec la thiamine pyrophosphate (TPP),
- la dihydrolipoamide S-succinyltransférase (E2) catalyse l'étape C avec le lipoamide et la coenzyme A (CoA-SH),
- la dihydrolipoyl déshydrogénase (E3) catalyse les étapes D et E avec la FAD et la NAD^{+}.

## La dihydrolipoamideS-succinyltransférase
La dihydrolipoamide S-succinyltransférase est une acyltransférase faisant intervenir successivement trois cofacteurs : la thiamine pyrophosphate (TPP, liée à l’alpha-cétoglutarate déshydrogénase), le dihydrolipoamide et la coenzyme A (CoA-SH), cette dernière étant convertie en acétyl-coenzyme A (acétyl-CoA).
|                              |  |                  |  |                     |
| Thiamine pyrophosphate (TPP) |  | Dihydrolipoamide |  | Coenzyme A (CoA-SH) |

Le véritable cofacteur est en fait l'acide lipoïque davantage que le (dihydro)lipoamide, mais cet acide carboxylique est lié par covalence à la protéine E2 au moyen d'une liaison amide sur un résidu de lysine, ce qui donne l'équivalent d'un résidu de lipoamide.
|                |  |          |
| Acide lipoïque |  | L-Lysine |